# Сельское поселение Преполовенка
Сельское поселение Преполовенка — муниципальное образование в Безенчукском районе Самарской области.
Административный центр — село Преполовенка.

## Административное устройство
В состав сельского поселения Преполовенка входят:
- село Преполовенка,
- железнодорожная будка 1004 км,
- железнодорожная станция Мыльная,
- посёлок Экономия.